# Uroporfirinogeno I
L'uroporfirinogeno I è un tetrapirrolo che si accumula nella porfiria acuta intermittente. Si forma dall'idrossimetilbilano che essendo una molecola instabile si chiude spontaneamente (senza necessità di catalisi enzimatica) in una struttura tetrapirrolica formando l'uroporfirinogeno I.